# Esma Sultan
För en senare osmansk prinsessa med samma namn, se Esma (osmansk prinsessa).
Esma Sultan, född 1726, död 1788, var en osmansk prinsessa. Hon var dotter till sultan Ahmed III och Hanife Kadin, och syster till sultan Abdul Hamid I och sultan Mustafa III. 
År 1743 gifte hennes kusin sultan Mahmud I bort henne med Yakub Pasha, som avled samma år, varpå hon återigen giftes bort, denna gång med Adanas guvernör Yusuf Pasha. År 1758 gifte hon sig för tredje gången med visiren Muhsinzade Mehmed Pasha, som var storvisir 1765–1768 och 1771–1774.
Esma ägde två slott, ett gods och flera mindre landegendomar som hon hyrde ut till arrendatorer. Hon lät 1779 och 1781 uppföra två fontäner. 
Hon beskrivs som nyfiken på västerlandet. Hon tog emot frun och svärmodern till den ungerska baronen de Tott, som var militärrådgivare till sultanen, talade med dem om västerländska kvinnors större frihet, och uttryckte missnöje över den sedvänja med arrangerade osmanska äktenskap, som hade fått henne själv bortgift med en gammal man som behandlade henne som ett barn. Hon ska ha varit mer nöjd med sitt tredje äktenskap, då hon fick gifta sig med en yngre man som motsvarade hennes personliga smak, även om den osmanska seden att utnämna prinsessmakar till guvernörskap långt borta höll dem åtskilda.
Hon beskrivs som beskyddare av Hadji Ali Hasekis karriär. Han tjänstgjorde som livvakt åt henne och hennes bror sultanen, ska ha blivit hennes älskare och var vid flera tillfällen osmansk guvernör i Aten. På 1770-talet påstås hon ha legat bakom utnämningen av Hadji Ali Haseki till osmansk guvernör i Aten genom att köpa tjänsten åt honom.